# Приморский (дом культуры)
«Приморский» — старейший дом культуры Советского района Новосибирска, построенный в 1956 году. Расположен в микрорайоне ОбьГЭС.

## История
Дом культуры был возведён в 1956 году. При этом его открытие опередило запуск первой турбины Новосибирской ГЭС, впоследствии давшей название микрорайону. Сначала учреждение было названо клубом «Строитель» — в честь работников, трудившихся над постройкой плотины и составлявших на тот период бо́льшую часть посетителей; но в 1965 году оно было переименовано в ДК «Приморский».
В советские годы здесь выступали ведущие артисты. На первомайские праздники возле здания проводились демонстрации, для этих мероприятий организовывалась трибуна, откуда руководители приветствовали собравшихся. На карнизе крыши был размещён лозунг «Слава КПСС!», а на идущей от здания аллее находилась инсталляция «Серп и молот», на месте которой затем появился фонтан.

## Описание
До 1980-х годов по бокам здания размещались два одноэтажных крыла, над которыми позднее были надстроены диско- и праздничный залы, в результате чего площадь помещений увеличилась более чем на 300 м².
Фронтон декорирован рельефными розетками (венки с цветками в центре) и увенчан акротерием в виде лиры.
Основное украшение парадного фасада — большое арочное окно на третьем этаже с крупным замковым камнем, акцентированным растительным элементом.
На стенах фойе сохранилась оригинальная отделка из мраморных плит, также уцелел кессонированный потолок, украшенный лепниной.
В большом зале первоначально устаивались киносеансы. Сохранившаяся аппаратная служит местом для работы со светом и звуком.
В зрительном зале имеется 464 места. После закупки для Дворца культуры «Прогресс» новых кресел старые были перевезены из этого учреждения в «Приморский».
По данным на 2023 год, механический занавес сцены в исправном состоянии (действует с советского периода).
В костюмерной хранятся наряды для праздников и театральных представлений, в том числе изготовленный в 1985 году шёлковый костюм, принадлежавший коллективу из Дома культуры имени Клары Цеткин, реквизит и одежда которого были переданы другим творческим организациям после его закрытия.

## Творческие коллективы
На 2023 год в Доме культуры занимаются 600 человек (как дети дошкольного возраста так и пенсионеры), действуют 23 разноплановых коллектива, пять из которых отмечены званием «народный». На его базе работают театр-студия «Струна» (режиссёр — Светлана Кремаренко); театральная мастерская «Чайка» (с 2023, режиссёр — Павел Бекетов), удостоенная звания образцовой; хореографический ансамбль «Самоцветы»; ансамбль народного танца «Берегиня» (балетмейстер — Наталья Коновальцева), где вместе с юношами и девушками занимаются мужчины и женщины (до 60 лет).

## Руководство
По состоянию на 2023 год Домом культуры за всю его историю руководило лишь пять директоров. До ноября 2012 года в течение 35 лет учреждение возглавляла заслуженный работник культуры Российской Федерации Галина Георгиевна Казанцева.
Действующий директор — Лариса Васильевна Фишер.